# سارالا روی
سارالا روی (انگلیسی: Sarala Roy؛ ۱۸۶۱ – ۱۹۴۶) مربی، فمینیست و کنشگر اجتماعی هندی بود. او یکی از نخستین زنانی بود که از دانشگاه کلکته مدرک دیپلم گرفت و همچنین اولین زنی بود که به عضویت سنا دانشگاه درآمد. او یک مدرسه دخترانه و چندین مؤسسه خیریه آموزشی زنان را تأسیس کرد و از اعضای مؤسس و بعدها رئیس کنفرانس سراسری زنان هند بود. در سال ۱۹۳۲ به عنوان رئیس کنفرانس سراسری زنان هند، نقش کلیدی در سازماندهی تلاشها برای حق رأی زنان و مبارزه با ازدواج کودکان ایفا کرد. او همچنین حامی قدرتمند حقوق آموزشی زنان و دختران بود.

## دوران کودکی و تحصیل
او دختر دورگا موهان داس، اصلاح‌طلب اجتماعی برجسته بود و خواهرش آبالا بوس نیز از مربیان مشهور به‌شمار می‌رفت. سرالا روی به همراه کادامبینی گانگولی، پزشک هندی، از اولین زنانی بودند که اجازه شرکت در امتحانات دیپلم دانشگاه کلکته را یافتند و او بعدها اولین زنی شد که به عضویت سنا دانشگاه کلکته درآمد.

### فعالیتهای برجسته
روی در دهه ۱۹۲۰ در تلاش برای بهبود دسترسی زنان و دختران به آموزش فعال بود. در سال ۱۹۰۵، او سازمان محلی زنان بنگال به نام ماهیلا سامیتی را تأسیس کرد و در سال ۱۹۱۴ سازمان دیگری به نام انجمن آموزش زنان هند را ایجاد نمود که به تأمین بورسیه تحصیلی برای زنان جهت تحصیل در بریتانیا اختصاص داشت. او در سال ۱۹۲۰ مدرسه دخترانه یادبود گوخاله را در کلکته تأسیس کرد که به نام رهبر جنبش استقلال هند، گوپال کریشنا گوخاله نامگذاری شده بود و روی با او دوستی نزدیکی داشت. روی خود به آموزش معلمان این مدرسه پرداخت و مدرسه در تدوین برنامه درسی نوآوری‌های بسیاری انجام داد، از جمله آموزش سه زبان بنگالی، هندی و انگلیسی به همه دانش‌آموزان. او همچنین مجموعهای از فعالیت‌های فوق‌برنامه آموزشی را در مدرسه راهاندازی کرده بود که شامل ورزش، موسیقی و تئاتر می‌شد و اجرای قطعات موسیقی و ترانه‌های سروده شده توسط رابیندرانات تاگور، نویسنده و برنده جایزه نوبل که روی با او آشنایی داشت، در مدرسه مرسوم بود. او همچنین با ساکی سامیتی، سازمانی که توسط سوآرناکوماری دوی، شاعر، رمان‌نویس و کنشگر اجتماعی تأسیس شده بود و به ترویج صنایع دستی هند و انتشار چندین مجله و نشریه ادبی به زبان‌های بنگالی و انگلیسی می‌پرداخت، ارتباط نزدیکی داشت. دوستی او با خانواده تاگور به حدی بود که رابیندرانات تاگور نمایشنامه مایار کِهلا را به سرالا روی تقدیم کرد.
سرالا روی به همراه روکیا سکهاوات حسین، نویسنده داستانهای علمی-تخیلی و کنشگر بنگالی، و خواهرش آبالا بوس، معلم، در دهه ۱۹۲۰ با اتحادیه آموزش زنان بنگال همکاری می‌کردند تا دسترسی زنان و کودکان به آموزش را بهبود بخشند. در سال ۱۹۲۷، آنها کنفرانس آموزشی بنگال را از ۱۶ تا ۱۹ آوریل سازماندهی کردند و در این کنفرانس، روی، بوس و حسین سخنرانی‌هایی درخواست تغییر در برنامه درسی مدارس انجام دادند با تأکید ویژه بر افزایش آگاهی از حقوق شخصی زنان. کنفرانس سراسری زنان هند در همان سال تأسیس شد و روی به همراه سروجینی نایدو، کامالادوی چاتوپادهایا، موتولاکشمی ردی و راجکوماری آمریت کاور از اعضای مؤسس این سازمان مهم و قدرتمند حقوق زنان در هند استعماری بودند.

## زندگی شخصی
او با پراسانا کومار روی، مربی و اولین رئیس کالج پرزیدنسی در کلکته ازدواج کرد و آنها پسری داشتند که در سنین بسیار پایین درگذشت. او بعدها دو دختر به نامهای سوارنالاتا بوس و چارولاتا موخِرجی داشت که چارولاتا نیز با کنفرانس سراسری زنان هند ارتباط نزدیکی داشت.